# تصویر رهایی
تصویر رهایی (دانمارکی: Befrielsesbilleder) یک فیلم درام دانمارکی به کارگردانی لارس فون تریه است که در سال ۱۹۸۲ منتشر شد. از بازیگران این فیلم می‌توان به ادوارد فلمینگ و کریستن اولسن اشاره کرد.